# Devers
Devers és una població dels Estats Units a l'estat de Texas. Segons el cens del 2000 tenia 416 habitants.

## Demografia
Segons el cens del 2000, Devers tenia 416 habitants, 141 habitatges, i 111 famílies. La densitat de població era de 85,9 habitants/km².
Dels 141 habitatges en un 36,9% hi vivien nens de menys de 18 anys, en un 63,8% hi vivien parelles casades, en un 12,8% dones solteres, i en un 20,6% no eren unitats familiars. En el 16,3% dels habitatges hi vivien persones soles el 8,5% de les quals corresponia a persones de 65 anys o més que vivien soles. El nombre mitjà de persones vivint en cada habitatge era de 2,95 i el nombre mitjà de persones que vivien en cada família era de 3,31.
Per edats la població es repartia de la següent manera: un 30,3% tenia menys de 18 anys, un 5,8% entre 18 i 24, un 28,6% entre 25 i 44, un 22,8% de 45 a 60 i un 12,5% 65 anys o més.
L'edat mediana era de 34 anys. Per cada 100 dones de 18 o més anys hi havia 87,1 homes.
La renda mediana per habitatge era de 30.278 $ i la renda mediana per família de 31.042 $. Els homes tenien una renda mediana de 30.625 $ mentre que les dones 15.208 $. La renda per capita de la població era de 14.962 $. Aproximadament el 23,6% de les famílies i el 22,6% de la població estaven per davall del llindar de pobresa.

## Poblacions més properes
El següent diagrama mostra les poblacions més properes.